# Hwayasan
Hwayasan (koreanska: 화야산) är ett berg i Sydkorea.   Det ligger i provinsen Gyeonggi, i den norra delen av landet, 40 km öster om huvudstaden Seoul. Toppen på Hwayasan är 754 meter över havet, eller 551 meter över den omgivande terrängen. Bredden vid basen är 12,6 km.
Terrängen runt Hwayasan är huvudsakligen kuperad. Runt Hwayasan är det ganska tätbefolkat, med 78 invånare per kvadratkilometer. Närmaste större samhälle är Hwado, 10,8 km väster om Hwayasan. I omgivningarna runt Hwayasan växer i huvudsak blandskog.